# 君と揺れていたい
『君と揺れていたい』（きみとゆれていたい）は、日本のバンドSOPHIAの6枚目のシングルである。1997年11月27日発売。発売元はトイズファクトリー。

## 概要
- 前作『街』から4か月を経てのリリースとなった。本作でバンド初のシングル初登場トップ10入りを果たしている。また、発売時点で前作が年末までロングヒットしていた。
- 前作はロック調であるのに対し、本作はポップ調の曲。

## 収録曲
1. 君と揺れていたい
作詞：松岡充、作曲：豊田和貴、編曲：SOPHIA
2. Pre-paration
作詞：松岡充、作曲：豊田和貴、編曲：SOPHIA
3. 君と揺れていたい カラオケ

## 楽曲の収録アルバム
- オリジナル『ALIVE』（1998年）
- ライブ『1999』（2000年）
- ベスト『THE SHORT HAND〜SINGLES COLLECTION〜』（2001年）
- ボックスセット『ALL 1995〜2010』（2011年）
- ベスト『ALL SINGLES「A」』（2011年）